# Solec nad Wisłą (village)
Pour les articles homonymes, voir Solec nad Wisłą.
Solec nad Wisłą (prononciation : [ˈsɔlɛt͡s ˌnad ˈviswɔ̃]) est un village polonais de la gmina de Solec nad Wisłą dans le powiat de Lipsko de la voïvodie de Mazovie dans le centre-est de la Pologne.
Il est le siège administratif (chef-lieu) de la gmina appelée gmina de Solec nad Wisłą.
Il se situe à environ 8 kilomètres à l'est de Lipsko (siège du powiat) et à 132 km au sud-est de Varsovie (capitale de la Pologne).
Le village possède approximativement une population de 1 650 habitants en 2006.

## Histoire
De 1975 à 1998, le village appartenait administrativement à la voïvodie de Radom.